# Топич, Драгутин
Драгути́н То́пич (серб. Драгутин Топић; род. 12 марта 1971, Белград) — сербский прыгун в высоту. Участник шести летних Олимпийских игр.

## Биография
На летних Олимпийских играх Драгутин Топич дебютировал в 1992 году. Поскольку на Югославию в то время были наложены международные санкции, то Топичу пришлось выступать, как независимый олимпийский участник. В соревнованиях в прыжках в высоту Драгутин смог преодолеть квалификацию и пробиться в финал. В решающем раунде Топич смог прыгнуть на 2,28 м, что позволило занять 8-е место.
Летние Олимпийские игры 1996 года стали самыми успешными в карьере Топича. Квалификацию соревнований югославский спортсмен прошёл довольно уверенно, взяв рубеж 2,28 метра. В финале Драгутин долгое время шёл в числе лидеров. Высоту 2,32 м Топич взял с первой попытки. Следующей высотой была 2,35 м. Три спортсмена смогли преодолеть эту высоту с первой или второй попытки. Топич с двух попыток не смог её взять и откатился на четвёртое место. Чтобы попасть в тройку призёров, Драгутин перенёс свою последнюю попытку на высоту 2,37 м, но не смог её взять и остался четвёртым.
В 2000 году на летних Олимпийских играх в Сиднее Драгутин неожиданно не смог преодолеть квалификационный раунд. Топич не взял высоту 2,24 метра и занял лишь 21-е место.
На летних Олимпийских играх 2004 года Топич со второй попытки сумел выполнить квалификационный норматив 2,28 м и прошёл в финал соревнований. В финале Топич с третьей попытки смог перепрыгнуть планку на высоте 2,29 м, но следующая высота 2,34 м ему не покорилась и сербский спортсмен занял только 10-е место.
На летних Олимпийских играх 2008 года Драгутин Топич занял 17-е место. Сербский спортсмен не смог преодолеть квалификационный раунд, показав результат 2 м 25 см, но уступив своим соперникам по числу удачных попыток.
В 2012 году Драгутин Топич принял участие в своих шестых Олимпийских играх. Но соревнования для 41-летнего спортсмена не задались с самого начала. В квалификации Топич не смог взять начальную высоту в 2,16 м и выбыл из соревнований.

## Допинг
В феврале 2011 года анализ крови Драгутина Топич дал положительный результат на наличие нандронола. Спортсмен был дисквалифицирован на 2 года.

## Личная жизнь
Жена: Биляна Топич — участница трёх летних Олимпийских игр в лёгкой атлетике.
Дочь: Ангелина (род. 2005).